# Raffaello Martinelli
Raffaello Martinelli (* 21. června 1948 Villa d'Almè) je italský římskokatolický duchovní a emeritní biskup Frascati.

## Život
Narodil se 21. června 1948 ve Villa d'Almè.
Vstoupil do Papežského římského většího semináře. Po teologickém studiu byl 8. dubna 1972 arcibiskupem Clementem Gaddim vysvěcen na kněze a inkardinován do diecéze Bergamo. Stal se farním vikářem katedrály v Bergamu. Roku 1978 získal na Papežské lateránské univerzitě doktorát z teologie a následující rok na Katolické univerzitě Nejsvětějšího Srdce titul z pedagogiky.
Od roku 1989 působil v Kongregaci pro nauku víry, kde se 4. ledna 1999 stal vedoucím kanceláře. Během tohoto období sloužil v římských farnostech. Dne 27. ledna 1986 mu byl udělen titul Kaplan Jeho Svatosti a 10. července 1999 Prelát Jeho Svatosti.
Dne 2. července 2009 jej papež Benedikt XVI. jmenoval biskupem Frascati. Biskupské svěcení přijal 12. září z rukou papeže a spolusvětiteli byli kardinálové Tarcisio Bertone a William Joseph Levada. Dne 12. září 2023 přijal papež František jeho rezignaci z důvodu dosažení kanonického věku 75 let.